# Слегка избыточное число
Слегка избыточное число (квазисоверше́нное число) — избыточное число, сумма собственных делителей которого на единицу больше самого числа.
Несмотря на поиски таких чисел со времён Пифагора, по состоянию на 2021 год не было найдено ни одного слегка избыточного числа. Установлен лишь следующий факт: если слегка избыточные числа существуют, то они должны быть больше 1035 и иметь не менее 7 различных простых делителей.
Поскольку сумму собственных делителей {\displaystyle S} натурального числа {\displaystyle x} можно найти, отняв от суммы всех делителей исходное число — {\displaystyle S(x)=\sigma (x)-x}, так как по определению для слегка избыточных чисел {\displaystyle S(x)=x+1}, то {\displaystyle \sigma (x)=2x+1} — нечётное. Таким образом, в произведении:
{\displaystyle \sigma (x)=(1+p_{1}+p_{1}^{2}+\ldots +p_{1}^{k_{1}})(1+p_{2}+p_{2}^{2}+\ldots +p_{2}^{k_{2}})\ldots (1+p_{n}+p_{n}^{2}+\ldots +p_{n}^{k_{n}})},
где {\displaystyle x=p_{1}^{k_{1}}p_{2}^{k_{2}}\ldots p_{n}^{k_{n}}}, все множители нечётные.
Для нечётного {\displaystyle p_{i}} сумма {\displaystyle 1+p_{i}+p_{i}^{2}+\ldots +p_{i}^{k_{i}}} будет нечётной только при чётном {\displaystyle k_{i}}.
Единственное чётное простое число — это 2. Соответствующая сумма {\displaystyle 1+2+2^{2}+\ldots +2^{k}} всегда нечётна.
Слегка избыточное число является либо полным квадратом, либо удвоенным квадратом.